# Mistrzostwa Europy w Łucznictwie 1974
4. Mistrzostwa Europy w łucznictwie odbyły się w dniach 23–26 sierpnia 1974 w Zagrzebiu w Jugosławii. 

## Medaliści

### Strzelanie z łuku klasycznego
| Konkurencja:           | Złoto:                                                | Srebro:                                                     | Brąz:                                                            |
| indywidualnie kobiet   | Barbara Gould                                         | Emma Gapczenko                                              | Galina Archipowa                                                 |
| indywidualnie mężczyzn | Rudi Schiffl                                          | Paul Jacobs                                                 | Jukka Inkeri                                                     |
| drużynowo kobiet       | ZSRR - Emma Gapczenko - Galina Archipowa - E. Welland | Wielka Brytania - Barbara Gould - Pauline Edwards - Wallace | Szwecja - Lena Sjöholm - Birgitta Sundman - Anna-Lisa Berglund   |
| drużynowo mężczyzn     | RFN - Rudi Schiffl - Franz Enderle - Werner Liebert   | Dania - Henrik Brandt - Arne Jacobsen - Frithiof Rossen     | Włochy - Giancarlo Ferrari - Alfredo Massazza - Sante Spigarelli |

## Klasyfikacja medalowa
| Lp. | Państwo         | Złoto | Srebro | Brąz | Razem |
| 1.  | RFN             | 2     | 0      | 0    | 2     |
| 2.  | ZSRR            | 1     | 1      | 1    | 3     |
| 3.  | Wielka Brytania | 1     | 1      | 0    | 2     |
| 4.  | Belgia          | 0     | 1      | 0    | 1     |
| 4.  | Dania           | 0     | 1      | 0    | 1     |
| 6.  | Finlandia       | 0     | 0      | 1    | 1     |
| 6.  | Szwecja         | 0     | 0      | 1    | 1     |
| 6.  | Włochy          | 0     | 0      | 1    | 1     |